# 孙起孟

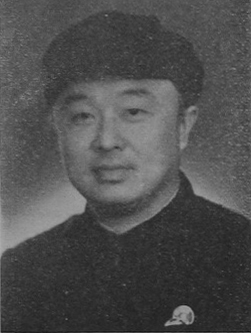
孫起孟

孙起孟（1911年3月2日—2010年3月2日），曾用名孙其敏，男，安徽休宁人，中华人民共和国教育家、社会活动家及政治人物，原副国级领导人。中国民主建国会和全国工商联的领导人，第七、八届全国人民代表大会常务委员会副委员长，第七、八届民建中央委员会名誉主席，中华职业教育社名誉理事长。

## 生平
孙起孟生于安徽休宁商山乡商山村。1930年，毕业于苏州东吴大学政治学系。
1938年后，任重庆中华职业教育社总书记、云南办事处主任。
1945年，参与发起组织中国民主建国会，任常务理事。
1946年后，任上海中华职业教育社副总干事，比乐中学校长，香港持恒函授学校校长。
1948年，响应中国共产党“五一口号”，代表民主建国会赴解放区，参加筹备新政治协商会议，任筹备委员会副秘书长，并出席中国人民政治协商会议。
1988年4月，当选全国人大常委会副委员长，1998年3月卸任。2002年12月，中国民主建国会第八次全国代表大会在北京召开，孙起孟出任名誉主席。
2010年3月2日12时30分，在北京因病逝世，享年99岁。3月9日，孙起孟遗体在北京火化。

## 家庭
- 儿子：孙昌治[5]
- 女儿：孙昌宁（中华人民共和国外交部文化参赞，中国内地影视演员王学圻的前妻）、孙昌华（定居美国）[6]
- 孙子：孙大力 （页面存档备份，存于），艺术家，北京工业大学教授，艺术设计学院院长
- 孙女：孙钢（民建会员）、孙景